# 洪國式
洪國式（1918年—1961年），遼寧海城人，中國共產黨員，重慶大學數理系肄業，1938年8月在重慶加入中國共產黨，隸屬董必武領導，從事學運理論研究、教育工作，1942年由陳雲、李克農領導，1949年9月由李克農派遣赴港來台發展諜報組織，1950年2月落網，自首後擔任新生訓導處上校教官，1961年離奇身亡，橫屍淡水河畔。

## 經歷

### 少年時代
洪國式，1918年生，奉天省海城縣人(今遼寧省海城市)，海城縣立國小畢業，1937年北平匯文高中畢業後考入重慶大學 ，當時抗戰爆發，統一戰線的宣示下，國共關係有了明顯改變，中共地下組織自陝北拓展到全國，洪國式受到各地愛國運動影響參加學運。

### 加入共產黨
1938年經李一民介紹認識負責青年組訓的李紹文，洪國式被吸收加入了中共重慶學運小組，1941年洪國式擔任東北救亡總會秘書處幹事，受重慶工委書記董必武領導，1940年後國共關係惡化，洪國式被派下鄉潛伏，自重慶大學數理系肄業，在四川省立高中數理教員發展組織，1945年於萬縣四川省立師範學院數理系任教，此時洪國式成為民盟幹部。

### 發展組織
1946年洪國式調上海任宣傳反內戰，並組織訓練民盟幹部，1947年回到故鄉瀋陽，改受中共中央東北局陳雲領導從事社會調查工作，1948年7月洪國式赴北平，由中共中央社會部特工之王李克農領導從事社會調查(諜報)工作，1949年3月受命赴台潛伏，1949年5月上海淪陷，洪國式赴北平，同年9月轉移至中共中央局聯絡部派任香港，研究日本及南洋問題，1949年11月奉命再次來台從事社會調查工作。

### 洪國式小組
1948年，國共內戰中共逐漸取得優勢，中共中央策反時任熱河省主席的劉多荃，透過劉多荃在國民黨內的關係人脈發展諜報組織，劉多荃的兒子劉全禮時任東南長官公署三處二科上尉參謀，1949年3月中共中央政治局派遣洪國式赴台，透過過去的關係組成洪國式小組進行諜報工作，下轄交通、敵工、情工三小組，並由劉光典親戚劉天民北方企業行作為掩護及供給經費。
洪國式在中國吸收之商人劉光典為交通員，洪國式派遣舊識華震，學生鄒曙來台，並吸收保密局中校科員郭秉衡 與劉全禮負責情報工作。胡玉麟及錢汾負責敵工。空總東港分會中校胡玉麟為中共東北局薛德文吸收之空軍人員，由劉光典負責交通聯繫，錢汾為劉多荃介紹，負責策動在空軍服務的連襟王啟光、葉拯民、孫正己。
透過郭秉衡吸收了基隆市政府秘書張禮大及台灣省氣象所技士王平，提供中共氣象及港區相關地圖資訊，華震吸收台中市健元醫院院長江德興，令其繪製台中地區海岸地圖以資北方企業行走私之用，華震則策畫劉天民赴日開設國聯企業股份有限公司，作為對日秘密情報機構。劉天民透過中大企業公司范垂業進行走私，並由劉光典在台港與中國間傳遞情報。
洪國式派遣學生鄒曙到台灣擔任掃蕩報記者，介紹姚宜英、吳欽等參加組織未果。
由於劉全禮擔任行政公署人員，洩露許多情報，如台灣團級以上駐地及裝甲兵駐地，基隆、高雄港區要塞砲台，全台駐軍戰力，裝甲兵戰車數，陳誠與孫立人關係等，郭秉衡則提供接收日軍總報告書中交通網絡、公路及澎湖島交通，王平提供了通訊破譯的密碼，江德興託人繪製台中海岸調查圖然尚未提供，洪國式並擬建立電台於健元醫院內，商請錢汾擔任通訊員。

### 破獲
1949年11月保密局香港組接獲潛台共諜活動情資，12月保密局偵得洪國式自港來台查詢空軍機械官楊文亮所在為狀可疑，遂使保密局組員楊文亮、陳琦先後接觸洪國式逐漸深入擔任內線滲透，經兩個月確定此洪國式小組為中共中央政治局李克農轄下諜報組織，即於1950年2月28日，趁洪國式前往台北車站與楊文亮接洽之時，安排偽裝人員與警察假查驗身分為由，將一干人帶回警局，以要求保人為由請洪國式提供聯絡人，警方以此循線逮捕劉全禮、郭秉衡、張大禮、王平、鄒曙、華震、劉天民等七十人進行偵查。

### 自新
經過一連串的審訊，洪國式接受自新，台灣省保安司令部透過洪國式的供詞破獲整個小組，實際上，早在五月就已報導洪國式遭逮捕的新聞，但為了報復中共，中華民國當局特別在中華人民共和國國慶日當天發布新聞，公佈洪國式案的細節。

### 死亡
洪國式自新後，保密局以新生訓導處上校教官任用，在綠島對島上的政治犯教授中國歷史與《蘇俄侵華史》等課程，與林元枝、傅正情況類似，形同軟禁，後返回台灣島居住在奇岩新村，任教於土城生教所，任警備總部諮議，1961年10月31洪國式被發現遭殺害，尸體被支解於淡水河畔。當時洪國式已改名洪秀升，法醫楊日松解剖後推定生前窒息死亡可能性大，警總對外以自殺定調，1961年11月3日公祭後葬於台北市大安第八公墓A區A0342。